# Source Filmmaker
Source Filmmaker (förkortat SFM) är ett videoredigeringsprogram där arbetet utförs inuti spelmotorn Source. Applikationen är skapad av Valve Corporation, som använde programmet för att skapa animerade filmer till Portal 2 / Portal, Team Fortress 2, Left 4 Dead, Counter-Strike: Global Offensive och Dota 2.